# Sesso in confessionale
Sesso in confessionale è un film del 1974 diretto da Vittorio De Sisti. È liberamente tratto dall'omonimo libro-inchiesta, in cui due giornalisti, fingendo di volersi confessare, registrarono le repliche dei sacerdoti alle loro 'finte' confessioni riguardanti pratiche sessuali all'epoca considerate molto 'osé'. I due giornalisti vennero 'scomunicati' per violazione del segreto della confessione.